# Любомир Николов (писател, р. 1960)
Вижте пояснителната страница за други личности с името Любомир Николов.
Любо Николов (Любомир Николов) е български писател и журналист.

## Биография
Любо Николов е роден на 15 декември 1960 г. в Пловдив. Завършва строително инженерство и магистратура по икономика. Офицер е от ГУСВ (до 1990). След това до 1997 г. – парламентарен секретар на Министерството на образованието и председател на Съвета на директорите на „Студентски столове и общежития“. От 1997 г. – в частния бизнес, а от 2008 г. – зам.-директор на стопанство „Искър“ към Министерския съвет. 
Член е на СБЖ и СБП.
Съпруг на журналистката Къдринка Къдринова. 

## Произведения
Автор е на книгите „Етюди с въдица и пушка“, „Вечните ловни полета“, „Вкусът на живота“, „Мюнхаузен е жив“ – илюстрирана с карикатури на проф. Доньо Донев; на ежеседмични страници „Лов и риболов“ във вестниците „Дума“, „Експрес“ и „24 часа“, както и на многобройни други публикации. Режисьор e на документалните филми „Дебют на сто“, „Вкусът на живота“ и „Безсмъртниче“.